# Puya hirtzii
Puya hirtzii är en gräsväxtart som beskrevs av José Manuel Manzanares och Walter Till. Puya hirtzii ingår i släktet Puya och familjen Bromeliaceae.
Artens utbredningsområde är Ecuador. Inga underarter finns listade i Catalogue of Life.